# 特雷莎·施托尔
特雷莎·施托尔（德語：Theresa Stoll，1995年11月21日—），德国女子柔道运动员。她曾代表德国参加2020年夏季奥林匹克运动会柔道比赛，获得混合团体铜牌和女子57公斤级第9名。